# Милушинац
Милушинац је насеље у Србији у општини Сокобања у Зајечарском округу. Према попису из 2022. било је 211 становника (према попису из 1991. било је 470 становника).

## Демографија
У насељу Милушинац живи 336 пунолетних становника, а просечна старост становништва износи 48,6 година (46,1 код мушкараца и 51,3 код жена). У насељу има 103 домаћинства, а просечан број чланова по домаћинству је 3,71.
Ово насеље је великим делом насељено Србима (према попису из 2002. године), а у последња три пописа, примећен је пад у броју становника.
|  |

| Демографија | Демографија | Демографија |
| Година      | Становника  | Становника  |
| ----------- | ----------- | ----------- |
| 1948.       | 788         |             |
| 1953.       | 779         |             |
| 1961.       | 735         |             |
| 1971.       | 659         |             |
| 1981.       | 590         |             |
| 1991.       | 470         | 470         |
| 2002.       | 382         | 386         |

| Етнички састав према попису из 2002.‍ | Етнички састав према попису из 2002.‍ | Етнички састав према попису из 2002.‍ | Етнички састав према попису из 2002.‍ | Етнички састав према попису из 2002.‍ |
| ------------------------------------ | ------------------------------------ | ------------------------------------ | ------------------------------------ | ------------------------------------ |
|                                      |                                      |                                      |                                      |                                      |
| Срби                                 | Срби                                 |                                      | 369                                  | 96,59%                               |
| Роми                                 | Роми                                 |                                      | 13                                   | 3,40%                                |
| непознато                            | непознато                            |                                      | 0                                    | 0,0%                                 |

| Година пописа     | 1948. | 1953. | 1961. | 1971. | 1981. | 1991. | 2002. |
| ----------------- | ----- | ----- | ----- | ----- | ----- | ----- | ----- |
| Број домаћинстава | 159   | 152   | 148   | 139   | 127   | 120   | 103   |

| Број чланова      | 1  | 2  | 3 | 4 | 5  | 6  | 7 | 8 | 9 | 10 и више | Просек |
| ----------------- | -- | -- | - | - | -- | -- | - | - | - | --------- | ------ |
| Број домаћинстава | 22 | 25 | 9 | 8 | 10 | 16 | 4 | 6 | 2 | 1         | 3,71   |

| Пол    | Укупно | Неожењен/Неудата | Ожењен/Удата | Удовац/Удовица | Разведен/Разведена | Непознато |
| ------ | ------ | ---------------- | ------------ | -------------- | ------------------ | --------- |
| Мушки  | 169    | 26               | 125          | 16             | 2                  | 0         |
| Женски | 173    | 11               | 127          | 33             | 2                  | 0         |
| УКУПНО | 342    | 37               | 252          | 49             | 4                  | 0         |

| Пол    | Укупно                    | Пољопривреда, лов и шумарство | Рибарство                            | Вађење руде и камена | Прерађивачка индустрија       |
| ------ | ------------------------- | ----------------------------- | ------------------------------------ | -------------------- | ----------------------------- |
| Мушки  | 106                       | 67                            | 0                                    | 21                   | 1                             |
| Женски | 98                        | 82                            | 0                                    | 1                    | 0                             |
| УКУПНО | 204                       | 149                           | 0                                    | 22                   | 1                             |
| Пол    | Производња и снабдевање   | Грађевинарство                | Трговина                             | Хотели и ресторани   | Саобраћај, складиштење и везе |
| Мушки  | 1                         | 0                             | 8                                    | 0                    | 4                             |
| Женски | 0                         | 0                             | 3                                    | 0                    | 0                             |
| УКУПНО | 1                         | 0                             | 11                                   | 0                    | 4                             |
| Пол    | Финансијско посредовање   | Некретнине                    | Државна управа и одбрана             | Образовање           | Здравствени и социјални рад   |
| Мушки  | 0                         | 0                             | 1                                    | 0                    | 0                             |
| Женски | 0                         | 0                             | 0                                    | 1                    | 0                             |
| УКУПНО | 0                         | 0                             | 1                                    | 1                    | 0                             |
| Пол    | Остале услужне активности | Приватна домаћинства          | Екстериторијалне организације и тела | Непознато            | Непознато                     |
| Мушки  | 1                         | 0                             | 0                                    | 2                    | 2                             |
| Женски | 1                         | 0                             | 0                                    | 10                   | 10                            |
| УКУПНО | 2                         | 0                             | 0                                    | 12                   | 12                            |

## Галерија
- Прозорац „Богова врата” у атару Милушинца.
- Прозорац „Богова врата” у атару Милушинца.
- Пећина у близини Богових врата.
- Панорама Милушинца.
- Панорама Милушинца.
- Водопад кога мештани називају Каскаде.
- Бигрене формације испод Каскада.
- Бигрене формације испод Каскада.
- Водопад Јожевац.
- Водопад Јожевац.